# Jacopo Borbone

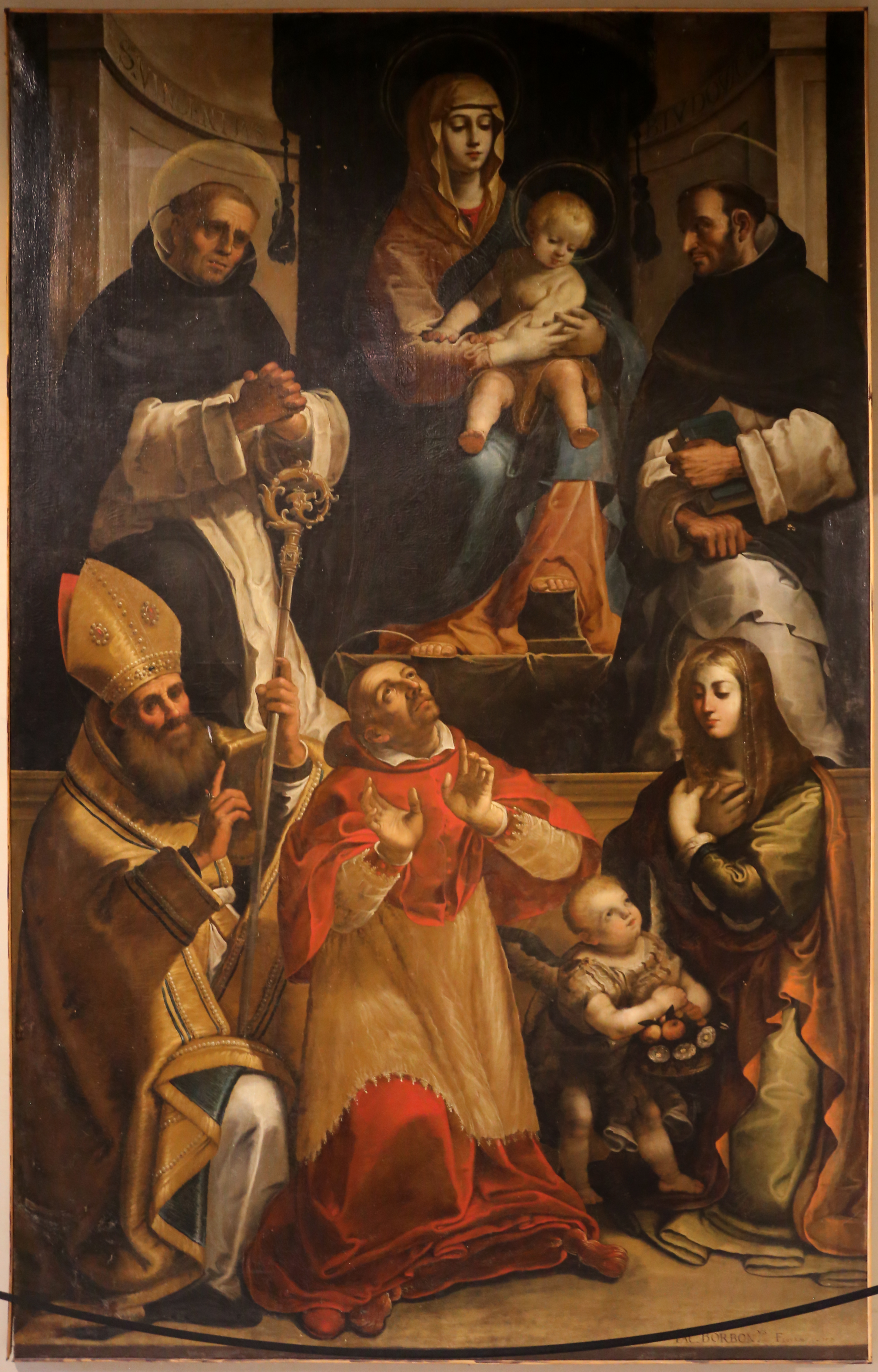
Madonna e santi, palazzo Ducale, Mantova

Jacopo Borbone (Novellara, XVI secolo – XVII secolo) è stato un pittore italiano manierista dell'epoca.

## Biografia
Attivo all'inizio del XVII secolo, si suppone che sia stato addestrato con Lelio Orsi mentre questi viveva a Novellara. Fu attivo soprattutto a Mantova. Nell'anno 1614 dipinse una parte del chiostro presso la chiesa degli Osservanti di Mantova. Ha dipinto la pala dell'Annunciazione per la chiesa di San Maurizio a Mantova. 
Nel 1616 dipinse una serie di affreschi per la chiesa dei Santi Fabiano e Sebastiano a San Martino dall'Argine.